# Berchères-Saint-Germain
Berchères-Saint-Germain är en kommun i departementet Eure-et-Loir i regionen Centre-Val de Loire strax norr om centrala Frankrike. Kommunen ligger i kantonen Chartres-Nord-Est som tillhör arrondissementet Chartres. År 2022 hade Berchères-Saint-Germain 898 invånare.

## Befolkningsutveckling
Antalet invånare i kommunen Berchères-Saint-Germain
Referens:INSEE